# Boeing X-32
O Boeing X-32 foi um caça multifuncional que concorreu no concurso Strike Fighter. Ele perdeu para o Lockheed Martin X-35, que serviu de base para o desenvolvimento do atual F-35 Lightning II.

## Especificações
Dados de: Frawley.
Descrições gerais
- Tripulação: 1
- Comprimento: 13,72 m (45 ft)
- Envergadura: 10,97 m (36 ft)
- Altura: 5,28 m (17 ft)
- Área alar: 54,8 m² (590 ft²)
- Peso de decolagem: 17 200 kg (37 900 lb)

Motorização
- Número de motores: 1x
- Tipo do motor: Turbofan
- Fabricante/modelo: Pratt & Whitney F119 pós combustor derivativo
- Descrição do propulsor/hélice: empuxo seco de 28 000 lbf (12 700 kgf) (125 kN), empuxo em pós combustão de 43 000 lbf (19 500 kgf) (191 kN)

Performance
- Velocidade máxima: 1 931 km/h (1 200 mph)
- Velocidade total em Mach: 1.58 Ma
- Velocidade total em Nó: 1 042,65 kn (1 930 km/h)
- Alcance bélico: 1 574 km (978 mi)

Armamentos
- Metralhadoras/canhões: 1x canhão M61A2 de 20 mm (0,79 in) ou canhão Mauser BK-27 de 27 mm (1,1 in)
- Mísseis: Interno: 6x AIM-120 AMRAAM ou 2x AMRAAM e 2x bombas guiadas de 900 kg (1 980 lb)
- Mísseis dos pilones: Externo: Aproximadamente 6 800 kg (15 000 lb) de armas guiadas, mísseis anti-radiação, mísseis ar-superfície e tanques auxiliares de combustível.